# Čezsoča
Čezsoča  (olasz nyelven: Oltresonzia) falu Szlovéniában, a Goriška statisztikai régióban Bovec község területén. A faluhoz tartozik Gorenja vas, Dolenja vas, Jablanica, Kršovec és Na Glavi településrészek.

## Elhelyezkedése
Čezsoča az Isonzó völgyében fekszik. A település környékének egyik legmagasabb pontja az 1480 méter magas Polovnik-hegy. A falutól keletre található a 810 méter magas Humčič-hegy, amely mögött az 1557 méter magas Javoršček-hegy található. Gorenja vas és Dolenja vas között az Oplenk-patak folyik keresztül a településen. A Slatenik-patak a Humčič-hegy lábánál folyik. A környező hegyek miatt november közepétől február végéig a napsütés csak nagyon rövid ideig éri el a falut, ami miatt a telek jóval hidegebbek a településen, mint a közeli Bovecben. A széles folyópartok és a Bovechez való közelség számos látogatót csábít ide minden évben.

## Történelme
Čezsoča szinte teljesen elpusztult az első világháború során, mivel éppen a frontvonal haladt rajta keresztül. A második világháború idején a partizán csapatok a Humčič-hegyben kialakított bunkerben húzták meg magukat 1942-ben. 1943. november 8-án a falut a német csapatok légitámadása érte, amely során számos épület kigyulladt és megsemmisült.

## Temploma
A falu templomát Remete Szent Antal tiszteletére emelték. A templom az első világháború során jelentős károkat szenvedett, majd 1927-ben újították fel román stílusban. A templom falai a régi freskókból maradt képeket tartalmaznak. Az oltárképet Eda Galli festette 1931-ben.

## Fordítás
- Ez a szócikk részben vagy egészben  a(z)   Čezsoča című angol Wikipédia-szócikk ezen változatának fordításán alapul.  Az eredeti cikk szerkesztőit annak laptörténete sorolja fel. Ez a jelzés csupán a megfogalmazás eredetét és a szerzői jogokat jelzi, nem szolgál a cikkben szereplő információk forrásmegjelöléseként.